# Nigrobaetis bethuneae
Nigrobaetis bethuneae is een haft uit de familie Baetidae. De wetenschappelijke naam van de soort is voor het eerst geldig gepubliceerd in 2000 door Lugo-Ortiz & de Moor.
De soort komt voor in het Afrotropisch gebied.